# Souvenir-Medaille

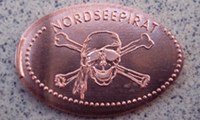
Souvenirmedaille, Souvenirprägung oder Elongated Coin, geprägt auf 5 Cent

Eine Souvenir-Medaille, auch Souvenir-Prägung, Prägemünze, Quetschmünze oder Elongated coin genannt, ist ein Andenkenartikel. Sie wird aus einer Umlaufmünze von einem Münz-, Medaillen- oder Metallformer hergestellt, indem sie zwischen zwei Stahlwalzen hindurch gezwungen wird.
Es befindet sich eine Gravur (Motiv) auf einer oder beiden Rollen, und sobald die Münze die Walzen durchläuft, wird das Motiv unter Druck (mehrere Tonnen) aufgepresst.
Bei diesem Vorgang wird die Münze zu einer flachen, ellipsenförmigen Platte mit einem Motiv.
Deshalb heißen diese Prägungen in den USA auch Elongated Coin, was übersetzt „verlängerte Münze“ bedeutet.

## Ursprung
Auf der Weltausstellung Columbian Exposition 1892-1893 in Chicago stand ein Automat, der aus verschiedenen Geldstücken ellipsenförmige Prägungen machte.

### In Europa
1898 gab es den ersten Prägeautomaten in Europa, in Wien auf der Jubiläums-Ausstellung.
Souvenir-Medaillen kann man in nahezu allen europäischen Ländern finden, zum Beispiel in Spanien, Frankreich, Großbritannien, Italien, Österreich, Ungarn und in der Schweiz. In einigen Ländern (z. B. Kroatien) ist es aber auch gesetzlich verboten, Zahlungsmittel zu zerstören (Siehe Münze#Rechtsfragen (Deutschland)).

### In Deutschland
1969 gab es auf deutschem Boden schon Prägeautomaten. Sie standen während der Münzausstellungen auf den amerikanischen Militärstützpunkten Ramstein und Sembach. Diese Prägungen gelten in Sammlerkreisen als die ersten deutschen Souvenir-Medaillen.
Heute findet man Automaten in Museen, Freizeitparks, Zoos, Kirchen, Schlössern und Burgen, Flughäfen, Funktürmen und auf Schiffen sowie auf Bergen. Auf Ausstellungen, die nur für einen bestimmten Zeitraum stattfanden, existierten auch Automaten – solche Prägungen sind heute oft Raritäten. Es handelte sich bei den Veranstaltungen in der Regel um Jubiläen oder Messen.
Einige Automaten haben schon seit Jahren ihre festen Aufstellungsorte und zum Teil sind auch noch die ursprünglichen Motive vorhanden. Bei der Umstellung von DM auf Euro wurden allerdings manche Automaten versetzt, andere bekamen neue oder überarbeitete Motive. Für die meisten Automaten jedoch gilt eine zeitlich eng begrenzte Aufstellungsdauer.
Über 3000 verschiedene Motive sind momentan allein aus Deutschland bekannt.

## Das Sammeln
Souvenir-Medaillen sind ein Sammelobjekt und werden auf Flohmärkten, Internetmärkten und Ähnlichem angeboten. Daneben gibt es Sammlerforen und Sammlerseiten.
Die Aufbewahrung sollte möglichst luftdicht erfolgen, da die Münzen sonst schnell oxidieren und eine Patina ausbilden. Zur Aufbewahrung dienen oftmals spezielle Münzalben.

## Souvenir-Prägeautomaten
Es gibt rein mechanische Souvenirmünzprägemaschinen, die manuell mit einer Handkurbel betrieben werden, und elektrische Maschinen.

### Manuelle Prägemaschine
Vor dem Geldeinwurf wird mit einer Kurbel ein Pfeil so weit bewegt, bis er auf das gewünschte Motiv zeigt. Meist stehen drei oder vier Motive zur Auswahl. Es sind zwei Münzen erforderlich:
- Eine Münze als Prägerohling (in Deutschland und anderen Euro-Ländern meist 5 Eurocent)
- Eine Münze zur Bezahlung (meist 1 oder 2 Euro)

Der Rohling und die Bezahlmünze werden auf eine Schiebevorrichtung gestellt und auf einem Schlitten in das Gerät hineingeschoben. Die Bezahlmünze fällt in die Kasse und der Münzrohling in die Prägevorrichtung. Nun muss an der Kurbel gedreht werden, bis die fertige Prägemünze in das Ausgabefach fällt und dort entnommen werden kann.

### Elektrische Prägemaschine
Elektrische Münzprägeautomaten haben in der Regel nur ein Motiv. Nach Einwurf der Bezahlmünze fängt die Maschine automatisch an das Motiv der jeweiligen Sehenswürdigkeit per Walze auf die Rohlingsmünze zu prägen.
Es gibt mehrere Unternehmen, die Prägeautomaten aufstellen, deshalb können die Souvenir-Münzprägemaschinen in Form, Farbe und Aussehen völlig unterschiedlich sein. In Deutschland sind über 10 verschiedene Modelle anzutreffen. Die elektrischen Prägeautomaten werden immer seltener, da sie anfälliger sind und auch ohne Benutzung ständig Strom verbrauchen.
Momentan sind knapp 1000 verschiedene Souvenir-Prägeautomaten in Deutschland bekannt. Die meisten befinden sich im Besitz der Hersteller, welche auch die Wartung übernehmen. Die Eigentümer der Standorte (Tierparks, Museen etc.) erhalten in einigen Fällen eine Beteiligung am Umsatz. Der Automat dient ihnen jedoch hauptsächlich als Werbeinstrument, da die Motive nach den Wünschen des Standorteigentümers gestaltet werden. Es können auch Präger von den Herstellern gekauft werden.
Im Ausland sind oft Automaten anzutreffen, wo bereits ein Vorrat an (prägefrischen) Münzen zum Walzen vorhanden ist. Der Kunde muss nur eine Münze als Bezahlung einwerfen.

## Galerie

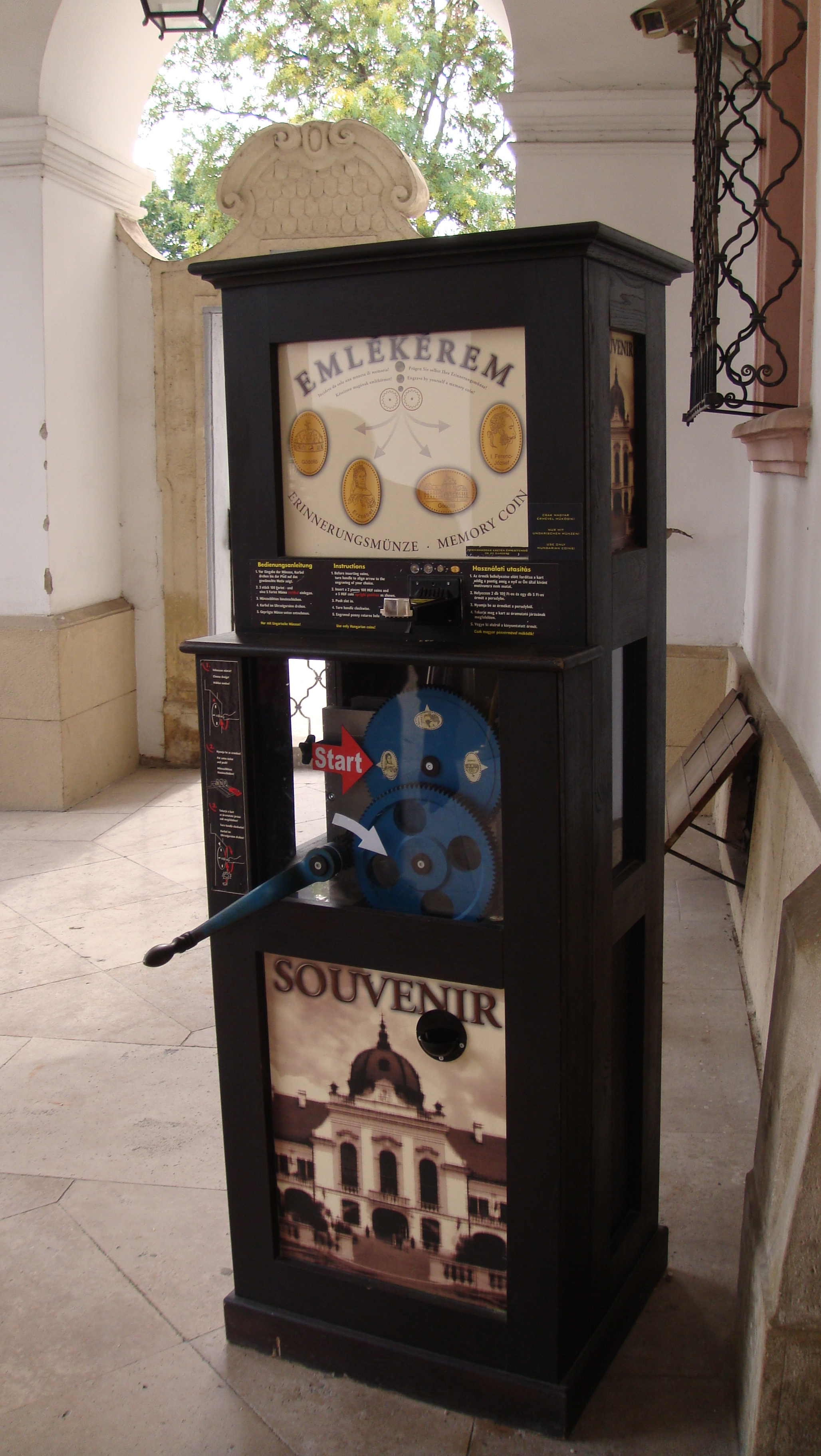
Prägemaschine in Ungarn
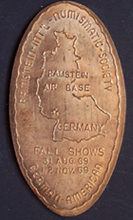
Souvenir-Medaille von der Ramstein Airbase 1969 geprägt auf 1 US Cent
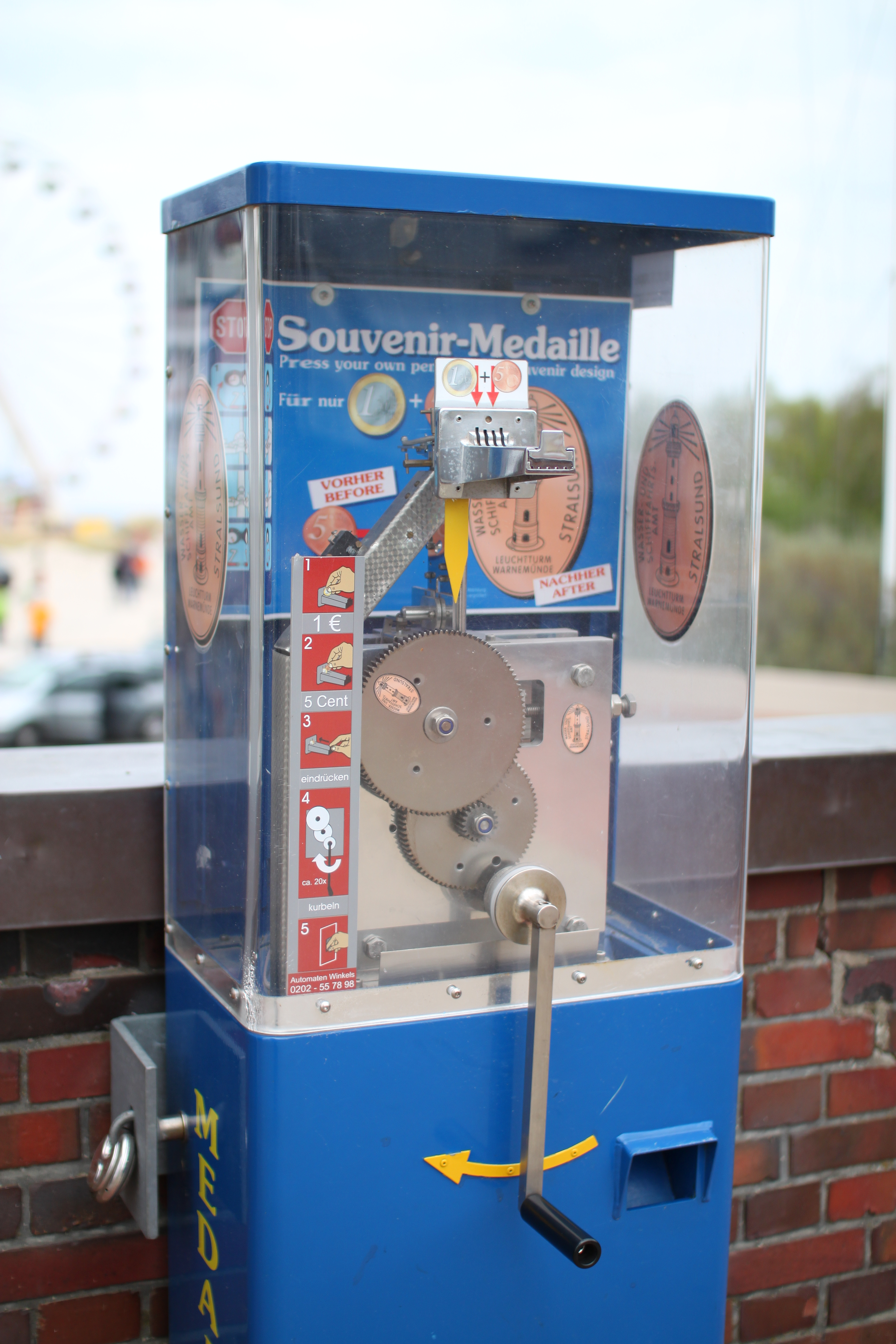
Manuelle Souvenir-Prägemaschine
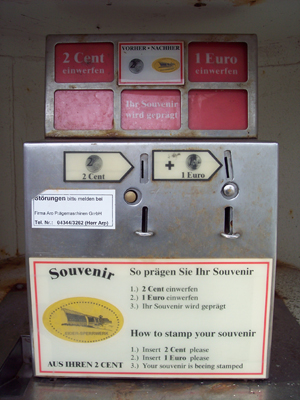
Elektrische Souvenir-Prägemaschine
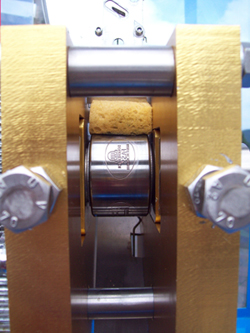
Motivwalze in einer Souvenir-Prägemaschine